# Euxoa deflavata
Euxoa deflavata là một loài bướm đêm trong họ Noctuidae.